# František Hýbl

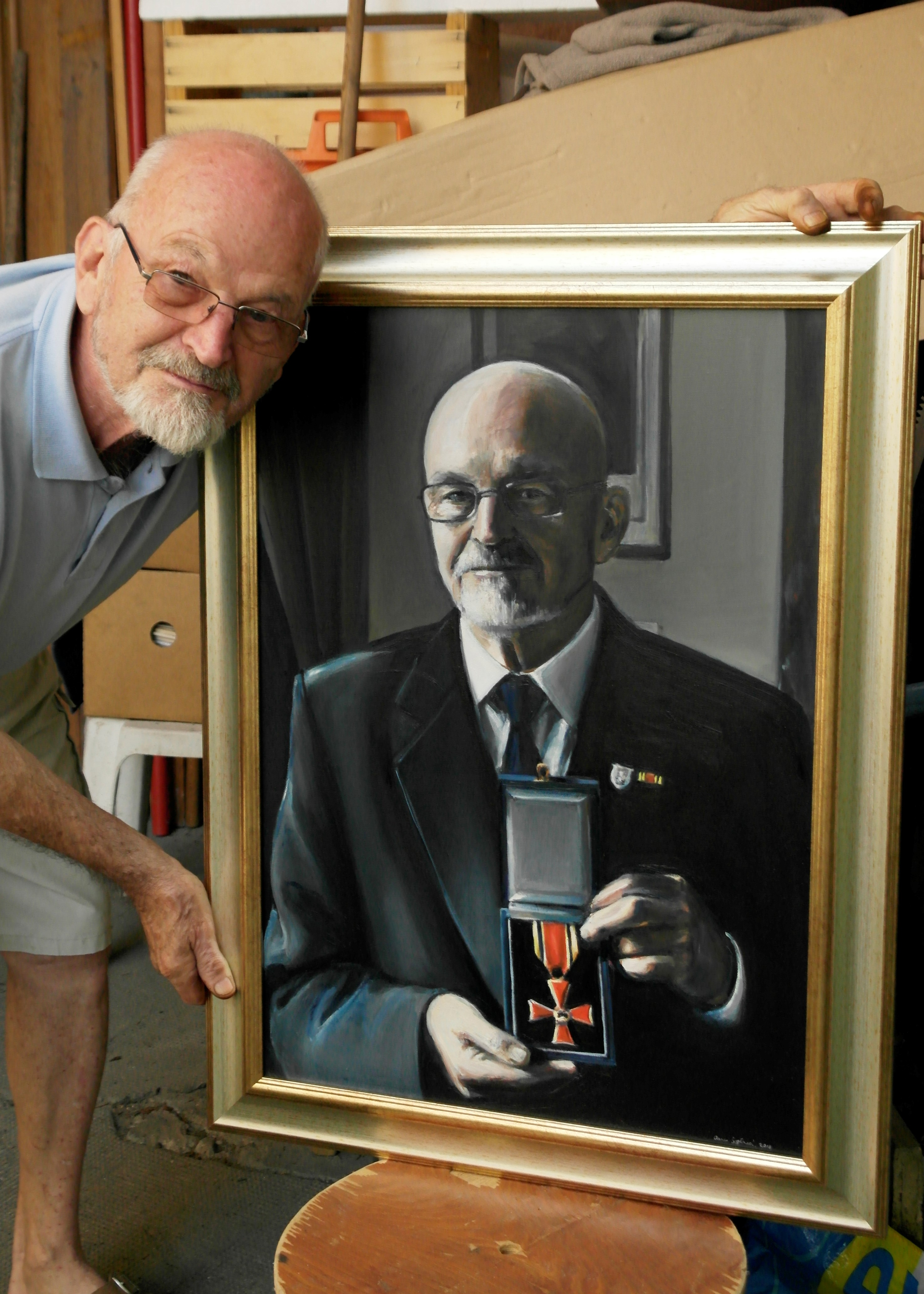
František Hýbl, 2018

František Hýbl (geboren am 10. Juni 1941 in Citov, Protektorat Böhmen und Mähren; gestorben am 16. August 2024 in Prag) war ein tschechischer Historiker.

## Leben und Karriere
Er studierte an dem Pädagogischen Institut und an der Philosophischen Fakultät der Palacký-Universität in Olmütz. Dann lehrte er Geschichte und Tschechisch an Schulen. Ab 1969 arbeitete er als Historiker im Museum in Přerov. Zwischen 1992 und 2008 war er Leiter des Komenský-Museums in Přerov. Er hat zum Massaker an der Schwedenschanze bei Přerov geforscht.

## Werke (Auswahl)
- Krvavá noc na Švédských šancích nedaleko Přerova 18. a 19. června 1945 = Die blutige Nacht des 18. und 19. Juni 1945 auf den Schwedenschanzen unweit der Stadt Přerov. Přerov 2018. ISBN 978-80-907231-1-5.

## Auszeichnungen
- Verdienstorden der Bundesrepublik Deutschland (2017)[7]
- Ungarischer Verdienstorden